# Valeria Bruni Tedeschi
Valeria Bruni Tedeschi (Torí, 16 de novembre de 1964) és una actriu, guionista i directora francoitaliana. L'any 1994 va rebre el César a la millor actriu revelació per Les gens normaux n'ont rien d'exceptionnel. La seva pel·lícula de 2013, Un château en Italie, va ser nominada a la Palma d'Or al 66è Festival Internacional de Cinema de Canes.

## Biografia
Valeria Bruni Tedeschi és la neta de Virginio Bruni Tedeschi, fundador als anys 1920, a Torí, de CEAT - Cavi Elettrici e Affini Torino, una empresa que ràpidament va assolir el segon lloc entre els fabricants de pneumàtics de la península. Virginio Bruni Tedeschi va ser un jueu italià que es va convertir durant la Segona Guerra Mundial i es va casar amb una dona catòlica.
Valeria és filla del compositor d'òpera Alberto Bruni Tedeschi i de Marisa Borini, una actriu i concertista italiana. És germana de Virginio Bruni-Tedeschi, un mariner i fotògraf que va morir a París el 4 de juliol de 2006 de sida, i de la model Carla Bruni.
L'any 1973, quan ella tenia nou anys, la seva família va marxar d'Itàlia a França per por dels segrestos per part de les Brigades Roges. Va continuanr els seus estudis al Lycée italià Leonardo da Vinci, va fer classes d'interpretació amb Jean Darnel al Théâtre de l'Atelier, amb Blanche Salant a l'American Center i a l'escola de teatre Les Amandiers de Nanterre amb Pierre Romans, Patrice Chéreau i Agnès Jaoui.
D'ençà el 2022 manté una relació amb Sofiane Bennacer, un dels actors principals de la seva pel·lícula Les Amandiers estrenada el novembre de 2022. El seu company va ser acusat a l'octubre de violacions sobre dos de les seves antigues companyes i de violència sobre una tercera.

## Filmografia

### Actriu
- 1987: Hotel de France de Patrice Chéreau, Sonia
- 1989: Histoire de grqçons et de filles (Storia di ragazzi e di ragazze) de Pupi Avati, Valeria
- 1990: Fortune Express d'Olivier Schatzky, Corinne
- 1991: L'homme qui a perdu son ombre d'Alain Tanner, Anna
- 1992: Agnès de Giorgio Milanetti
- 1992: Les gens normaux n'ont rien d'exeptionnel de Laurence Ferreira Barbosa, Martine
- 1993: Condannato a nozze de Giuseppe Piccioni, Glòria
- 1994: La reina Margot de Patrice Chéreau, segon esquadró volador
- 1994: Le livre de cristal de Patricia Plattner, Júlia Portal
- 1994: Oublie-moi de Noémie Lvovsky, Natalie
- 1995: Montana blues de Jean-Pierre Bisson, Stella
- 1995: La seconda volta de Mimmo Calopresti, Lisa Venturi
- 1996: Mon homme de Bertrand Blier, Sanguínia
- 1996: Les Menteurs d'Elie Chouraqui, Margarida
- 1996: Le coeur fantôme de Philippe Garrel, la prostituta de vermell
- 1996: Encore de Pascal Bonitzer, Aliette
- 1996: Nénette et Boni de Claire Denis, la cambrera
- 1997: Amour et confusion de Patrick Braoudé, Michelle
- 1997: The House de Sharunas Bartas, la dona amb els titelles
- 1998: Ceux qui m'aiment prendront le train de Patrice Chéreau, Claire
- 1998: La parola amore esiste de Mimmo Calopresti, Àngela
- 1999: La balia de Marco Bellocchio, Vittoria Mori
- 1999: Au coeur du mensonge de Claude Chabrol, Comisaria Frédérique Lesage
- 1999: La vie ne me fait pas peur de Noémie Lvovsky, la mare de l'Emily
- 1999: Rien à faire per Marion Vernoux, Marie Del Sol
- 2001: Le Lait de la tendresse humaine de Dominique Cabrera, Josiane
- 2001: L'inverno de Nina Di Majo, Marta
- 2002: Peau d'ange de Vincent Pérez, l'advocat
- 2002: Ten Minutes Older - The Cello, segment Histoire d'eau de Bernardo Bertolucci
- 2002: Ah! Si j'étais riche de Michel Munz, Alícia, la dona d'Aldo
- 2003: La felicità non costa niente de Mimmo Calopresti, Carla
- 2003: Il est plus facile pour un chameau... de Valeria Bruni Tedeschi, Federica
- 2003: La vita come viene de Stefano Incerti, Paola
- 2003: Les sentiments de Noémie Lvovsky, la mare jove
- 2004: 5x2 de François Ozon, Mariona
- 2005: Crustacés et coquillages d'Olivier Ducastel et Jacques Martineau, Beatrix
- 2005: Quartier VIP de Laurent Firode, Clar
- 2005: El temps que queda de François Ozon, Jany
- 2005: Tickets, segment d'Ermanno Olmi, ajudant del professor
- 2005: Múnic de Steven Spielberg, Sílvia
- 2005: Un couple parfait de Nobuhiro Suwa, Casat
- 2006: Un gran any (A Good Year) de Ridley Scott, Nathalie Auzet, advocada a la Provença
- 2007: Faut que ça danse! de Noémie Lvovsky, Sarah Bellinsky
- 2007: Actrices de Valeria Bruni Tedeschi, Marcelina
- 2007: L'abbuffata de Mimmo Calopresti, Amelie
- 2008: Le grand Alibi de Pascal Bonitzer, Esther Bachman
- 2009: Les Regrets de Cédric Kahn, Maya
- 2010: Les Mains en l'air de Romain Goupil, Cendrine
- 2010: Encore un baiser (Baciami ancora) de Gabriele Muccino, Adele
- 2012: Padroni di casa d'Edoardo Gabbriellini, Moira Mieli
- 2013: Viva la libertà de Roberto Andò, Danielle
- 2013: Un château en Italie de Valeria Bruni Tedeschi, Louise Rossi Levi
- 2013: Les Opportunistes (Il capitale umano) de Paolo Virzì, Carla Bernaschi
- 2014: Asphalte de Stéphane Demoustier, Laura
- 2014: Saint Laurent de Bertrand Bonello, Madame Duzer
- 2014: Les Jours venus de Romain Goupil, Madame Goupil, la banquière
- 2014: La buca de Daniele Ciprì, Carmen
- 2015: Latin Lover de Cristina Comencini, Stéphanie
- 2015: Asphalte de Samuel Benchetrit, l'infirmière
- 2016: La pazza gioia de Paolo Virzì, Beatrice Morandini Valdirana
- 2016: Ma Loute de Bruno Dumont, Isabelle Van Peteghem
- 2017: Un beau soleil intérieur de Claire Denis, la femme du voyant
- 2018: Les Estivants de Valeria Bruni Tedeschi, Anna
- 2019: Seules les bêtes de Dominik Moll, Evelyne Ducat
- 2019: Aspromonteː La terra degli ultimi de Mimmo Calopresti, Giulia Tedeschi
- 2020: Estiu 85 de François Ozon, Senyora Gorman
- 2020: Gli indifferenti de Leonardo Guerra Seràgnoli, Maria Grazia Ardengo
- 2021: Aquesta música no sona per a ningú de Samuel Benchetrit, Katia
- 2021: Els amors d'Anaïs de Charline Bourgeois-Tacquet, Emily
- 2021: La fracture de Catherine Corsini, Raf
- 2022: Enquête sur un scandale d'Etat de Thierry de Peretti, el fiscal de la República
- 2022: La Ligne d'Ursula Meier, Cristina

### Directora
- 2002: Il est plus facile pour un chameau...
- 2007: Actrices
- 2013: Un château en Italie
- 2015: Les Trois Soeurs, telefilm
- 2016: Une jeune fille de 90 ans, documental, codirector amb Yann Coridian
- 2018: Les Estivants
- 2022: Les Amandiers

## Premis
- Locarno International Film Festival 1993ː Millor actriu per Les Gens normaux n'ont rien d'exceptionnel
- Festival Internacional de Cinema de Tessalònica 1994: millor actriu per Forget Me
- César del cinema 1994: La millor esperança femenina per Les Gens normaux n'ont rien d'exceptionnel
- Locarno International Film Festival 1996ː Millor actriu per Nénette et Boni
- David di Donatello 1996: Millor actriu per La Seconda volta
- David di Donatello 1998: Millor actriu per La parola amore esiste
- Premi Louis Delluc 2003: Millor primera pel·lícula per Il est plus facile pour un chameau...
- Festival de Cinema de Tribeca 2003ː Millor Nou Cineasta i Millor Actriu per Il est plus facile pour un chameau...
- Festival de Cannes 2007: Premi Especial del Jurat Un Certain Regard per Actrices
- Festival de Cinema de Tribeca 2014ː Millor actriu per Il capitalo umano
- David di Donatello 2014: Millor actriu principal per Il capitalo umano
- Ciak d'oro 2014ː Millor actriu per Il capitalo umano
- Nastro d'Argento 2016ː Millor actriu per La pazza gioia
- David di Donatello 2017: Millor actriu per La pazza gioia[4]